# Dolicoderíneos
Dolicoderíneos (Dolichoderinae) é uma subfamília de
formigas, pertencente à família Formicidae.

## Gêneros
- Tribo Bothriomyrmecini Dubovikov, 2005
  - Arnoldius Dubovikov, 2005
  - Bothriomyrmex Emery, 1869
  - Chronoxenus Santschi, 1919
  - Loweriella Shattuck, 1992
  - Ravavy Fisher, 2009
- Tribo Dolichoderini Forel, 1878
  - Dolichoderus Lund, 1831
- Tribo Leptomyrmecini Emery, 1913
  - Anillidris Santschi, 1936
  - Anonychomyrma Donisthorpe, 1947
  - Azteca Forel, 1878
  - †Chronomyrmex McKellar, Glasier & Engel, 2013
  - Doleromyrma Forel, 1907
  - Dorymyrmex Mayr, 1866
  - Forelius Emery, 1888
  - Froggattella Forel, 1902
  - Gracilidris Wild & Cuezzo, 2006
  - Iridomyrmex Mayr, 1862
  - Leptomyrmex Mayr, 1862
  - Linepithema Mayr, 1866
  - Nebothriomyrmex Dubovikov, 2004
  - Ochetellus Shattuck, 1992
  - Papyrius Shattuck, 1992
  - Philidris Shattuck, 1992
  - Turneria Forel, 1895
  - †Usomyrma Dlussky, Radchenko & Dubovikoff, 2014
- Tribo Tapinomini Emery, 1913
  - Aptinoma Fisher, 2009
  - Axinidris Weber, 1941
  - †Ctenobethylus Brues, 1939
  - Ecphorella Forel, 1909
  - Liometopum Mayr, 1861
  - Tapinoma Förster, 1850
  - Technomyrmex Mayr, 1872
- incertae sedis
  - †Alloiomma Zhang, 1989
  - †Asymphylomyrmex Wheeler, 1915
  - †Elaeomyrmex Carpenter, 1930
  - †Elaphrodites Zhang, 1989
  - †Eldermyrmex Heterick & Shattuck, 2011
  - †Emplastus Donisthorpe, 1920
  - †Eotapinoma Dlussky, 1988
  - †Eurymyrmex Zhang, Sun & Zhang, 1994
  - †Kotshkorkia Dlussky, 1981
  - †Ktunaxia Lapolla & Greenwalt, 2015
  - †Leptomyrmula Emery, 1913
  - †Miomyrmex Carpenter, 1930
  - †Petraeomyrmex Carpenter, 1930
  - †Proiridomyrmex Dlussky & Rasnitsyn, 2003
  - †Protazteca Carpenter, 1930
  - †Yantaromyrmex Dlussky & Dubovikoff, 2013
  - †Zherichinius Dlussky, 1988